# Abdourahmane Balde

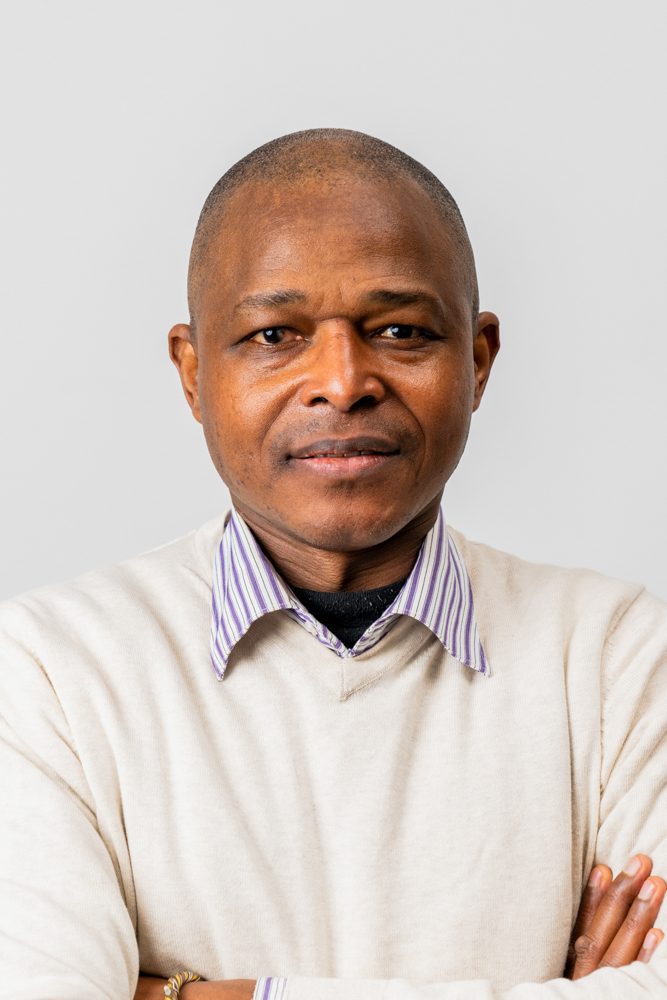
Abdourahmane Balde

Abdourahmane Balde (Conakry (Guinee), 8 december 1976) is een Belgisch politicus voor de marxistische PVDA-PTB.

## Biografie
Balde, afkomstig uit het Afrikaanse land Guinee, vestigde zich als immigrant in België. Hij ging aan de slag als arbeider bij het postbedrijf bpost en werd er actief in de syndicale strijd.
Hij engageerde zich in de partij PVDA-PTB en zetelt voor deze partij sinds de lokale verkiezingen van oktober 2024 in de gemeenteraad van Schaarbeek.
Sinds december 2024 zetelt Balde eveneens in het Brussels Hoofdstedelijk Parlement ter vervanging van Josiane Dostie. Hij ging er zetelen in de commissie Binnenlandse Zaken en zetelt sinds april 2025 tevens in de commissie Gelijke Kansen en Vrouwenrechten.